# Вузетка
Вузетка (пол. wuzetka) — кремовое пирожное из шоколадного бисквита и взбитых сливок родом из Варшавы. Его название, вероятно, происходит от Варшавского путепровода Восток-Запад (Trasa W-Z), возле которого была расположена кондитерская, которая впервые начала продавать десерт в конце 1940-х. Традиционный для варшавской кухни десерт подавали исключительно кафе и рестораны Варшавы, но вскоре он стал любимым домашним десертом во всей Польше. Вузетка — символ восстановленной Варшавы.

## История
Десерт возник на рубеже 1940-х и 1950-х годов в одной из недавно основанных кондитерских в Варшаве. Однако точное происхождение названия спорное. Историки и некоторые источники сходятся во мнении, что торт, вероятно, был назван в честь варшавского путепровода Восток-Запад (Trasa W-Z), который проходил рядом с кондитерской. Другие источники утверждают, что название происходит от аббревиатуры «WZC», что означает либо Варшавские кондитерские фабрики (Warszawskie Zakłady Cukiernicze), или «пирожные с шоколадом» (wypiek z czekolad). Также возможно сокращение для «выпечка со сливками» (wypiek z kremem) .
Кондитерский магазин, скорее всего, находился где-то рядом или в здании «Kino Muranów» на улице Андерса 5, в варшавском районе Муранув.

## Приготовление
Два квадратных шоколадных слоя торта сделаны из пшеничной муки, яиц, сахара и какао. Смесь запекается в духовке при 180 градусах Цельсия в течение 20-30 минут. Затем запеченные слои погружают и пропитывают пуншем. Верхний слой покрывают тонким слоем мармелада или джема, а затем покрывают толстым слоем шоколадной помадки. Начинка состоит из взбитых 36 % сливок, сахарной пудры и желатина. Пирожное традиционно покрывается взбитыми сливками.